# バルグ・シーラーズFC
バルグ・シーラーズFC (ラテン文字:Bargh Shiraz Football Club、ペルシア語: برق شيراز) はイランのシーラーズを本拠地とするサッカークラブである。現在は国内2部リーグであるアーザーデガーン・リーグに所属している。バルグはペルシア語で「電気」や「雷」を表す単語で、現在のメインスポンサーが地元の電力会社であることに由来している。バルグ・シーラーズFCはイラン最古のサッカークラブとして知られている。同じシーラーズを本拠地とするファジュル・セパーシーFCの対戦はシーラーズ・ダービーとなる。

## 歴史

### 設立
1946年、電球メーカーのCheragh Barghで働いていたEbrahim Nematollahiが発起人となり、工場の若者たちはサッカークラブを結成した。会社がクラブのスポンサーとなったが、最初の数年は常に金銭面で悩まされる日々が続いた。ある時期には市議会がスポンサーについたこともあったが、数年後に現在のメインスポンサーである「シーラーズ電力会社」がスポンサーについた。
バルグ・シーラーズはFIFAの現在活動しているサッカークラブの一覧において最古のイランのサッカークラブであり、アジアの中でも有数の歴史を持つサッカークラブである。エステグラルは数ヶ月早く融資を受けていたものの、実際にクラブが設立されたのはバルグ・シーラーズの4年後であった。

### クリーンなサッカー
不正が明るみに出ることは少ないものの、バルグ・シーラーズが活動していた70年間、イラクの国内リーグでは何百もの不正が行われてきており、バルグ・シーラーズはイランにおいて「きれいなサッカー」をするクラブの代表となってきた。対照的に、クラブは国内のサッカーの腐敗部分の犠牲となってきた。過去15年に起きた出来事は以下のとおりである。
2001年、バルグ・シーラーズは1部リーグから2部リーグへと降格するところであったが、「不公平なジャッジ」と呼ばれた出来事の結果としてイランサッカー連盟から勝ち点を22ポイントを受けイランサッカーの歴史上初めてリーグでの成績は降格圏にあったにもかかわらず1部リーグに残留したクラブとなった。当時の1部リーグのチーム数は12であった中で起きた出来事だった。
2004年のバルグ・シーラーズ対セパハン・エスファハーン: エスファハーンで開催されたこの試合において、5つの明らかなオフサイドがあったにもかかわらず、審判はこれを流し結果としてセパハンが得点を上げる出来事があった。この試合のミスジャッジの模様は90分のテレビ番組となった (برنامه نود)。
2010年、バルグ・シーラーズはダーマーシュ・ギーラーンFCに得点差で及ばず1部リーグへと昇格できなかった。リーグ最終節はバルグ・シーラーズの試合の15分後にダーマーシュ・ギーラーンの試合が始まることになっており、バルグが勝利を挙げた後、ダーマーシュは残りの15分間で得点を挙げて1部リーグへと昇格した。同年、ダーマーシュFCの22人の選手がドーピングを行なっていたことが判明し非難を受けたが、クラブに対するペナルティーは一切なかった。

### 成功
バルグが成功した時期は限られているものの、クラブはシーラーズのトップクラブとしてタフテ・ジャムシード・カップに参加しており、その後国内トップリーグとして創設されたアーザーデガーン・リーグやイラン・プロリーグにも参加していた。クラブは時に成績を落とし、2部リーグに降格したこともあった。クラブの獲得タイトルとしては1997年に獲得したハズフィー・カップがある。2007-08シーズンにはマフムード・ヤヴァーリーの下、一部リーグ7位という好成績を残した。しかし、翌年の2008-09シーズンには監督が2人も変わり降格することとなった。
2011-12シーズン、バルグではクラブの権限をめぐって対立が起き、これに影響されるように成績面でも低迷するシーズンを送った。このシーズン、法制上定められたクラブオーナーはクラブスポンサーから撤退した。結果として、Shekari、Abeheshtという二人の実業家がクラブの取締役となりクラブはクラブ史上最悪のシーズンを過ごすことになった。クラブはイラン2部リーグ (実質3部リーグ)へと降格することとなった。2012年、クラブの新しいオーナーであるHosein Farsiが就任後クラブライセンスの問題でスティール・アジンFCがイラン2部リーグへと降格することとなり、クラブは翌年も2部リーグで戦うことになった。
同じ年に、フットサルクラブのバルグ・シーラーズFSCは2部リーグのカップ戦を制し1部リーグへと昇格した。

## シーズン別の成績
| シーズン | リーグ                       | 順位   | ハズフィー・カップ | 註   | アジアカップウィナーズカップ |
| -------- | ---------------------------- | ------ | ------------------ | ---- | ---------------------------- |
| 1975-76  | タフテ・ジャムシード・カップ | 14位   | ベスト8            |      | 非開催                       |
| 1976-77  | タフテ・ジャムシード・カップ | 11位   | ベスト8            |      | 非開催                       |
| 1977-78  | タフテ・ジャムシード・カップ | 7位    | 非開催             |      | 非開催                       |
| 1978-79  | タフテ・ジャムシード・カップ | 中止   | 非開催             |      | 非開催                       |
| 1979-89  | 非開催                       |        |                    |      | 非開催                       |
| 1990-91  | _                            | 非開催 | ベスト8            |      | 非開催                       |
| 1991-92  | 2部リーグ                    | 2位    | 非開催             | 昇格 | 不参加                       |
| 1992-93  | アーザーデガーン・リーグ     | 6位    | 非開催             |      | 不参加                       |
| 1993-94  | アーザーデガーン・リーグ     | 12位   | ベスト8            |      | 不参加                       |
| 1994-95  | アーザーデガーン・リーグ     | 3位    | ベスト16           |      | 不参加                       |
| 1995-96  | アーザーデガーン・リーグ     | 6位    | 準優勝             |      | 不参加                       |
| 1996-97  | アーザーデガーン・リーグ     | 8位    | 優勝               |      | 2回戦敗退                    |
| 1997-98  | アーザーデガーン・リーグ     | 15位   | 非開催             | 降格 | 不参加                       |
| 1998-99  | 2部リーグ                    | 7位    | ベスト16           |      | 不参加                       |
| 1999-00  | 2部リーグ                    | 1位    | ベスト16           | 昇格 | 不参加                       |
| 2000-01  | アーザーデガーン・リーグ     | 11位   | ベスト8            |      | 不参加                       |
| 2001-02  | イラン・プロリーグ           | 8位    | ベスト8            |      | 不参加                       |
| 2002-03  | イラン・プロリーグ           | 10位   |                    |      | 不参加                       |
| 2003-04  | イラン・プロリーグ           | 12位   | ベスト8            |      | 不参加                       |
| 2004-05  | イラン・プロリーグ           | 12位   |                    |      | 不参加                       |
| 2005-06  | イラン・プロリーグ           | 14位   | ベスト16           |      | 不参加                       |
| 2006-07  | イラン・プロリーグ           | 12位   | ベスト8            |      | 不参加                       |
| 2007-08  | イラン・プロリーグ           | 7位    | ベスト4            |      | 不参加                       |
| 2008-09  | イラン・プロリーグ           | 18位   | ベスト8            | 降格 | 不参加                       |
| 2009-10  | アーザーデガーン・リーグ     | 3位    | ベスト8            |      | 不参加                       |
| 2010-11  | アーザーデガーン・リーグ     | 9位    | 2回戦敗退          |      | 不参加                       |
| 2011-12  | アーザーデガーン・リーグ     | 14位   | 2回戦敗退          |      | 不参加                       |
| 2012-13  | アーザーデガーン・リーグB    | 13位   | ベスト16           |      |                              |

## 獲得タイトル
- ハズフィー・カップ
  - 優勝 (1): 1997
  - 準優勝 (1): 1996
- イランサッカーリーグ2部
  - 優勝 (1): 2000

## クラブ代表
| 氏名                    |
| ----------------------- |
| Ebrahim Nematollahi     |
| Jafar Behnam            |
| Kikavous Bizhan         |
| Sirous Shirvani         |
| Hamid Motahed           |
| Mohammad Hadi Akbari    |
| Khalil Salehi Karounian |
| Gholam Reza Abehesht    |
| Rasoul Falah            |

## 歴代監督
| - Ebrahim Abbasi - Bizhan Bidari - Karnik Mehrabian - Abbas Razavi - Khalil Salehi Karounian - Hossein Hosseinzadeh - Gholam Hossein Peyrovani - Mahmoud Yavari (1978) - Fereydoon Asgharzadeh (1995) - Gholam Hossein Peyrovani (1995) - Mahmoud Yavari (1996) - Khalil Salehi Karounian (1996) - Ibrahim Biogradlić (1996) - Hassan Habibi (1997) - Gholam Hossein Peyrovani (1998) - Mohammad Abbasi (1999) - Asghar Sharafi (2000–2001) |  | - Ebrahim Ghasempour (2002) - Mohammad Abbasi (2002–03) - Mohammad Ahmadzadeh (2003–2004) - Abbas Simakani (2004) - Mahmoud Yavari (2004–2005) - Zlatko Ivanković (2005–2006) - Bijan Zolfagharnasab (2006–2007) - Mahmoud Yavari (2007–2008) - Mohammad Abbassi (2008–2009) - Farshad Pious (2009-2009.3) - Rasoul Korbekandi (2009.3-2009.6) - Ali Kalantari (2009.7-?) - Mehdi Dinvarzadeh (2010-2010.10) - Alireza Emamifar (2010.10-2012) - Mehrdad Shekari (2012) - Asghar Sharafi (2012–) |

### 歴代所属選手
| 1970年代 - アリーレザー・ガシュガーイーアーン - ゴラームホセイン・ペイロヴァーニー | 1990年代 - アフシーン・ペイロヴァーニー - ダーリーウーシュ・ヤズダーニー | 2000年代 - ファリード・アベディー - メフディー・シーリー - サタール・ザーレ - マルティン・バルロッコ |

## スポンサー
| シーズン | キット提供       | 胸スポンサー |
| -------- | ---------------- | ------------ |
| 2003-04  | ダエイ・スポーツ | RTC          |
| 2004-05  | ダエイ・スポーツ | 1&1          |
| 2005-06  | ダエイ・スポーツ | 1&1          |
| 2006-07  | ダエイ・スポーツ | Daity        |
| 2007-08  | Majid            | 1&1          |
| 2008-09  | ダエイ・スポーツ | サムスン     |